# 阿部乃みく
阿部乃 みく（あべの みく、1993年10月18日 - ）は、日本の元AV女優。ファンスタープロモーション所属。大分県出身。

## 略歴
2013年にAVデビューした、ショートカットでバイセクシャルのAV女優。芸名の由来はアベノミクスから。デビューからわずか半年で100本以上のAVに出演したことで話題になる。
2014年7月、セガのゲーム『龍が如く』のキャラクター出演をかけたセクシー女優人気投票にエントリーし、29位に選出され『龍が如く0 誓いの場所』への出演権を獲得した。
2016年3月『妹になりたくて。』でオリジナルビデオ作品に初主演。
歌手としては2015年1月30日、アイドルユニット「マシュマロ3D」に「マシュマロ☆オレンジ」として加入。在籍中から個人でも活動をし、2017年にシングル曲『叫べ!』を発売し、ソロデビュー。2018年5月に羽咲みはるとツーマンライブを行った。2018年8月には、「マシュマロ3d+」としてTOKYO IDOL FESTIVALに出演。2019年1月のライブをもってグループ卒業。2019年6月に初のソロコンサートを行う。前述の『龍が如く0 誓いの場所』でも歌唱パートがある役回りを担当している。
デビュー以来賞レースに無縁であったが2019年10月、ゲオTV×メンズサイゾー ADULT AWARD 2019・淫語スター部門にノミネート。二つ名は「キュートなド痴女」。
2020年6月1日、2021年1月末をもってAV女優引退の意向を発表。同年12月よりミリオンと初の専属契約を結び、特設サイトを開設。最終2作品をミリオンから発売する。アベノミクスを唱えた安倍政権退陣の年に引退発表することとなったが、本人はこれは偶然であるとしている。また、AV出演以外の活動も含めた全活動から引退するとしている。
12月11日から30日まで浅草ロック座で最初で最後のストリップショーに挑戦。2021年1月31日の引退イベントをもって表舞台より去る。引退後もファンスタープロモーションには籍を残しており、肖像権管理を行っている。

## 人物
趣味はカフェ巡り、アニメ鑑賞、BL。特技はコスプレ、男装。2014年、週刊プレイボーイのグラビア掲載時はヘア&メイクも自身で担当した。同性も愛せるバイセクシャル（狭義ではFTX）だが、男脳と女脳を切り替えることが出来て、女の子と男の子は別腹と恋愛観を語っている。
のちに「業界人自転車部 Team BUKKAKE」所属。
言われたことは完璧にできるタイプだが、主体性がなくモノづくりができないタイプと自己分析しており、いかなる企画にも対応するため、コンスタントに撮影に呼んでもらえるオールラウンダーであった。
引退理由は2019年に子宮頸がん検査を受けた際、子宮頸部異形成（子宮頸部上皮内腫瘍）と診断されたことがきっかけであると、2020年11月12日更新のKMProduce公式YouTubeチャンネルで明かしている。
本人によると自分を「セクシー女優」と言った事が無くAV女優である事に誇りを持っていた。AV出演以外の活動もそれに付随するものと位置付けていたという。

## 作品

### アダルトDVD
- ノスタルジックヒロインスウィーツ #0001（10月4日、OK VENUS!!!）共演：望月伊織
- 幼稚園に子供を送り出して時間を余らせた素人ママを強引に口説いてやっちゃいました!（我慢出来ずバックでついている時にこっそりゴムを外し、そのままドップリ生中出ししちゃいました!）（10月4日、赫夜姫映像） 他出演：葵こはる、片瀬まい、大橋るり、未来ひかり
- 街で捕まえた素人娘のセンズリ鑑賞 目の前の勃起チンポに興奮しちゃった素人娘たち（10月4日、赫夜姫映像） 他出演：大橋るり、矢部寿恵、片瀬まい、初美沙希
- 女子に囲まれて男は僕ひとり!?の王様ゲーム 放課後の教室で女子だけでやっている王様ゲームに遭遇。偶然その場を見てしまった僕は拒否権無しの強制参加!普段からクラスの女子にはひどい扱いを受けているので、ビビリながらもメンバーに加わったら予想外のオイシイ展開に…。［王様の命令は絶対!］このルールのおかげで僕は放課後のエロ大王になれた! 3（10月10日、Hunter） 他出演：宇佐美なな、篠宮ゆり ほか
- Face to Face 3rd season（10月10日、SILK LABO） 他出演：篠宮ゆり、佐々木恋海
- 体育会系部活少女 ハンドボール部 みく（10月24日、ラマ）
- 第29回 SOD女子社員 ガチンコ童貞ユーザー様×社内筆おろし王様ゲーム（10月24日、SODクリエイト）共演：桜井彩、桜木優、原伊織、角田夏帆、鈴木絵美里 ※「阿部美沙」名義
- 侵入者が隠れている…。と誰にも言えず家族が眠る夜中まで家庭内羞恥プレイを強要され続けた人妻（10月24日、ナチュラルハイ） 他出演：芦名ユリア、鈴木さとみ
- 風邪がうつったフリをしたら童貞卒業できた! つい先日職を失った私は、恥ずかしながら、ひとまわり歳が違う妹（女子大生）の家に居候する事に。そんなある日、妹が風邪をひいて学校を休むと、次から次へと心優しいお友達（全員カワイイ!）が妹の看病をしにきてくれた!対照的に友達もいない、女子とほぼ喋った事のない素人童貞の僕はそんな妹が羨ましい!僕もカワイイお友達にかまって欲しいと思い風邪がうつったフリをしてみたら、献身的に看病をしてくれ、しかも超無防備チラリズム全開で思わず勃起。まずい!と焦りまくっていたら、チ○コの方も献身的に看病してくれた!（10月24日、Hunter） 他出演：芦名ユリア、春原未来、琥珀うた ほか
- Perf○meの○ち激似 ショートカットの似合う可愛い素人娘に生中出し（10月25日、TMA）
- 人妻おまんこ指オナニー 締まった濡れマ○コがヌチャヌチャして刺激するとイキ出す人妻 5（11月1日、赫夜姫映像） 他出演：大橋るり、片瀬まい、葵こはる、結城みさ、松下美香、大堀香奈、杉原えり
- 南青山 セレブ人妻悶絶失禁マッサージ 我慢出来ずバックでついている時に目を盗んでゴムを外し、そのままタップリ生中出ししちゃいました（11月1日、赫夜姫映像） 他出演：葵こはる、大橋るり、片瀬まい、未来ひかり ほか
- バレたら退学必至!現役女子大生のキケンすぎるバイト 5（11月8日、S級素人） 他出演：水樹りさ、大森玲菜、小泉ミツカ、相沢れおな
- S級素人 速報ナンパ! 都内清楚系お姉さんが潮吹きマジ大洪水で恥じらいライジング240分!! 3（11月8日、S級素人） 他出演：柚木夏波、さとう遥希 ほか
- VLACK FLAG VATTLE 0001（11月8日、VLACK FLAG）共演：望月伊織
- 街で声をかけた恋人が欲しい一般男女がマジックミラー号でいきなりお見合い! 出会って数分で「手を握り・見つめ合い・キスをしたら…」 火がついて初対面即SEXまでするのか? 2（11月24日、SODクリエイト） 他出演：はるか、れな、えり、なつき ※「りか」名義
- SEX奴隷旅行（11月25日、オーロラプロジェクト）
- 6名の働く美熟女 汗ばんだマン臭が興奮を掻き立てる（11月25日、Mellow Moon） 他出演：川上ゆう、葵こはる、未来ひかり、大橋るり、片瀬まい
- 国民的アイドル M-girls 誘惑大乱交 4時間SPECIAL 〜今どきアイドル達が業界タブーの枕営業〜（12月1日、MOODYZ）共演：友田彩也香、有村千佳、初美沙希、葵こはる、鈴村みゆう、湊莉久、長谷川しずく、吉川いと、乙葉ななせ ※Blu-ray版同時発売
- 小生意気で｢ひやけあと｣がまぶしい娘の部活仲間(JK)がお泊まり会 ビキニからはみ出した僕のチ○ポを偶然見てしまったJKは大人の男に興味津々（12月1日、MOODYZ）共演：吉川いと、乙葉ななせ、片瀬まい
- ユニットバスと知りながら風呂に入るとチ○ポ見たさにトイレを借りにくる妹の友達たちにお願いされ入れ換わりでセックスの相手をする溜まり場になった僕のアパート（12月5日、ナチュラルハイ） 他出演：木村つな、有本紗世、永作ゆう美、鳴美れい、持田美琴
- TOKYO247 Girls（12月6日、TOKYO247）
- 月刊 パンティストッキングマニア Vol.22 パンスト美脚責めザーメン絞り（12月6日、OFFICE K'S） 他出演：葵こはる、羽月希、芦名ユリア
- 新橋駅日比谷口高級回春マッサージ 3（12月11日、DOC） 他出演：宇佐美なな、桐乃みくに、佐伯春菜
- 乳首スイッチ（12月13日、色眼鏡）
- 男性患者を逆夜這いするドスケベナース達がいる淫乱病棟(12月13日、CATS EYE)
- DESTROY女子プロレスラー破壊 #0002（12月13日、VLACK FLAG）
- 無言侵入 田舎の人妻は無防備すぎて… 3（12月20日、スターパラダイス） 他出演：通野未帆、菊見さおり、来生歩夢
- 素人ナンパ お姉さん、カメラの前でオマンコおっぴろげて見せて下さい!（12月20日、虎堂） 他出演：葵こはる、岩佐あゆみ、初美沙希、瀬名あゆむ、芦名ユリア、宇佐美なな
- ガチナンパin新宿!センズリ見せつけられてその気になっちゃうドスケベな素人娘たち vol.2（12月20日、虎堂）
- 足ツボマッサージで性欲のツボを刺激してパンツが濡れるほど興奮しちゃった女性客をハメて膣内射精する!（12月20日、OFFICE K'S） 他出演：葵こはる、芦名ユリア、羽月希
- ヒロインイメージファクトリー 12 ミスティックレンジャー（ミスティックブルー）（12月25日、GIGA）
- M男レイプ!! ボンテージ・クィーン ACT.06（12月25日、未来 フューチャー）
- 高価買い取り 女子校生公衆トイレ待ち伏せ中出しレイプ（12月27日、TMA）他出演：篠宮ゆり、椿くるみ

- 媚薬を盛られ疼きを抑えられず、部下の男に犯されても快楽を拒めずイキまくる高学歴女（1月1日、DOC） 他出演：知花メイサ、白川はな
- I原店長のパートさん入れ喰い日誌 4（1月1日、Pandora's Box）※「豊田さん」名義
- 東京スペシャル 荒川区・関係者の協力によるカメラ初潜入 女子○○ブルセラ 中古シミ付きパンティー製造工場 48名（1月7日、東京スペシャル)
- 「寝取られ願望」 愛する妻が目の前の他人チ♥ポに戸惑い! 欲情!真正中出し!! 自慢の妻をハダカで男湯へ 3（1月9日、SODクリエイト） 他出演：ななさん、コズエさん ※「しずかさん」名義
- あのK●大 元ミスキャンパス 女子アナウンサーまさかのAV出演!? 画面外で過激セクハラ初体験! アーティストにオフレコ接吻手コキ! 食レポートでバレないようにこっそり挿入! そして不倫映像流出＆膣内射精スキャンダル!（1月9日、MISTER）※「佳江美沙」名義
- Charge on themis - titan soldiers -（1月10日、STUDIO2.5）共演：橘ひなた
- ブルマー少女をねぶり尽くす（1月13日、ラマコス）
- 現役女王様 快楽責め SM技に溺れ狂う女（1月19日、MEGAMI）共演：LISA女王様
- まじでヤレる 田舎ナンパ（1月20日、スターパラダイス） 他出演：岩崎香奈、大塚まゆ、遠藤百音、菊見さおり ほか
- 横浜中級デート 1（1月20日、テンパラメンタル）
- 街角美少女を、本気でヤッちゃいました。 2nd. vol.4 神奈川横須賀市で顔射ナンパ編（1月21日、プレステージ） 他出演：早乙女凛、山下彩香 ほか
- ブレインウォッシュ中出し!ヘラヘラしてるけどそれ大事だぞ!セックスに慣れきって中出しを軽く考えている女の子に中出しの恐怖と公開セックスの異常さを深く植え付け、初心で羞恥心の塊だったあの頃に戻して容赦なく生中出し!（1月23日、michiru）共演：安達まどか、川越ゆい、矢口理央、国見あやせ
- 「先生!これでお願いします!」大学進学の為に内申書を上げてもらいたい美人母娘が家庭訪問に来た担任教師をそっくりオマ●コ濡らしておもてなし!我が家で積極的に股を開く親子どんぶりセックスがエロすぎる!（1月24日、SCOOP）
- 最近少し胸が膨らんできた僕の妹はその発育過程でエッチな事に興味津々な女の子になっていた（1月30日、Jump-av）
- 誰もいない家の中で最近色っぽくなってきた妹が無防備な姿で熟睡している。さあキミならどうする!?（2月1日、プレステージ） 他出演：北川瞳、桜ちずる、白鳥ゆな
- 日○体育大学併設競泳アスリートばかりを狙う スポーツトレーナー整体治療院（2月1日、変態紳士倶楽部） 他出演：上原花恋 ほか
- 2段ベッドが揺れるほど感じる姉の喘ぎ声を聞いて発情しだす妹 8 中出しSP（2月6日、ナチュラルハイ） 他出演：荒木まい、篠宮ゆり ほか
- S-Cute Girls（2月7日、S-Cute） 他出演：鈴村みゆう、成宮ルリ
- この春東京で就職した女房の妹が我が家を訪ねてくる事がよくあるのだがその際に最近の若い婦女子の間で流行しているショートパンツなるお召し物の隙間から見える無防備ながらも絶妙なチラリズムに視線を奪われて義兄として目のヤリ場に困る（2月13日、タカラ映像）
- みく（2月13日、無垢）
- 電影戦隊チャージマン チャージマーメイド&フェニックス前編（2月14日、GIGA）共演：宇佐美なな、Alice
- 7人の女子校生と突然部室に閉じ込められた1人の男教師が、羞恥を強要し、いいなりセックス漬けにした5日間（2月20日、SODクリエイト）共演：葵こはる、長谷川夏樹、乙葉ななせ、篠宮ゆり、原千草、市川まひろ
- あなたの街で噂の看板娘特集 街撮り即交渉で着衣セックス! お昼休みの美人素人歯科衛生士ナンパ（2月20日、ディープス） 他出演：天野みほ、さくらももか ほか
- 性別の壁を破る掟破りAV第1弾 オトコなのにマ○コしかない美しき男装執事（2月20日、V&Rプロダクツ）共演：篠宮ゆり
- バキュームイラマチオ 自分から喉奥にペニスを吸い込む女子29人（2月20日、サディスティックヴィレッジ） 他出演：湊莉久、藤嶋唯、北川杏樹、春原未来、尾上若葉、芹沢つむぎ、上原亜衣、滝川かのん、雪野りこ、白鳥ゆな、麻月マリー ほか
- 電影戦隊チャージマン チャージマーメイド&フェニックス 後編（2月28日、GIGA）共演：宇佐美なな、Alice
- ミスティックブルー（変身後） 凌辱編/接吻編/痴女編/脚フェチ編（2月28日、GIGA）
- TVの前のユーザー皆様に究極のオナニーを約束します 淫語女子アナ 4 THEモーニングニュースSHOW チ●ポ、マ●コをカメラ目線で連呼する朝の淫語情報番組（3月6日、ROCKET）共演：武藤つぐみ、水瀬つばさ
- 羞恥! イタズラ温泉 2014 ハズかしさで歪む娘さんたちの顔!さあ全裸で逃げ出せ!（3月6日、サディスティックヴィレッジ） 他出演：桐山杏菜、成宮梓、彩城ゆりな、芦名ユリア
- 制服美少女と性交（3月7日、ドリームチケット）
- 素人娘おマ○コおっぴろげコレクション 5（3月7日、OFFICE K'S）
- ものすごい舌上発射ごっくん（3月13日、MOODYZ）
- 入学シーズンのママさんはヤレる確率1．5倍増し!! 正装したいつもより気合の入ったママさんに｢モデルになりませんか?｣と騙し取材! 育児がいったん落ち着いて、女心を呼び覚ましたカラダは発情期!! 先っぽだけの約束が中出しされ「えっ?」（3月14日、SCOOP） 他出演：芹沢つぐみ ほか
- ヒロインキラー 〜徹底討伐〜 4 ウィングピンク（3月14日、GIGA）
- 反抗期矯正専門! 生イキ娘 拘束陵辱治療院（3月15日、LOTUS） 他出演：有本紗世 ほか
- 潜入調査 寂れた温泉街の路地裏手コキ嬢（3月20日、スターパラダイス） 他出演：中原恭子、園田恵美、通野実帆、五十嵐純子、来生歩夢、鈴平なお、遠藤百音
- 部活帰りの女子校生のパンチラがチラリ! ずっと見てたら彼女も僕に気づいて恥ずかしがり、モジモジしながらマン汁で濡れた白パンツを見せてきたので、エッチ娘のお尻に勃起チ○ポを押し当ててあげました。（3月20日、SWITCH）共演：武藤つぐみ、乙葉ななせ
- 催眠中毒 プロボウラー 未久 20才（3月21日、催眠研究所）
- 黒パンスト×タイトスカート エロチシズム 4（3月25日、アロマ企画） 他出演：眞木あずさ、川越ゆい、小峰みこ、瀧川まい、愛花沙也
- 街で見つけた美少女店員さんを本物中出しデビューさせちゃいました（3月25日、本中）
- 就活中のリクルートスーツの蒸れた脚で（4月5日、フリーダム） 他出演：ほのかまゆ、小西まりえ、有本紗世
- GET!! Street NANPA 2014 仙台（4月7日、桃太郎映像） 他出演：七星くる ほか
- 凌辱で感じる変態美少女（4月11日、S級素人）
- 女子校生12人 オマ○コ指入れぴちゃぴちゃ自画撮りオナニー vol.18（4月15日、プリモ） 他出演：千星はるか、武藤つぐみ、橋本莉奈、望月るな、有本紗世 ほか
- 窓外からのオナニー覗き（4月20日、スターパラダイス） 他出演：岩崎香奈、五十嵐純子、笹本芳美、上條結香 ほか
- ビジネスホテルのマッサージ師の胸チラで股間が反応してしまった俺 2（4月24日、AKNR） 他出演：白川はな、上野あゆみ、滝川かのん
- キモオタ集団 ヒロイン体液・体臭採取地獄（4月25日、GIGA）
- 全裸角オナニー 3（4月25日、アロマ企画） 他出演：川越ゆい、和久井なな、上原志織、篠宮ゆり、有本紗世、真木かおり
- 小悪魔JK 大胆パンチラコレクションDX2（4月25日、アロマ企画） 他出演：篠宮ゆり、川越ゆい、千星はるか、HIKARI、星川麻紀
- 隠れ美人度No1の看板娘がいるサービスエリアで忘れ物したら逆ナンパされちゃった僕（5月1日、プレステージ）
- ベッドイン ショパン（5月1日、FAプロ）
- ウブな女子校生にお願いして「センズリ鑑賞」をしてもらったら大きくなっていくチ○ポに興味津々（5月1日、プレステージ） 他出演：白鳥ゆな、琥珀うた、瀧川花音、さとう遥希、鈴村みゆう、原千草、葵こはる、百合川さら
- 寝たふりする女 2（5月1日、無言） 他出演：高梨あゆみ、篠宮ゆり、小林るな、葵こはる、瀧川花音
- 泌尿器科のナースのお仕事 〜こんなオチ○チンで彼女や奥さん満足してますか〜（5月5日、フリーダム）共演：ほのかまゆ、小西まりえ、有本紗世
- 10代少女限定ナンパ! クリ派でもナカ派でも素股って気持ちいい!クリが擦れてハメてるよりも感じちゃう!アソコぐちゅぐちゅ素股体験!（5月10日、アイエナジー）
- 120％リアルガチ軟派伝説 vol.12 水戸（5月13日、プレステージ）
- 催眠素顔 10（5月15日、催眠研究所） 他出演：湊莉久、音無かおり、瀧川花音、芹沢つむぎ、瀧澤まい
- 下宿先のいなかっぺ三姉妹を泥酔&淫媚オイルでキメて、ヤリたいエロい事全部 2家庭3時間（5月20日、ブレスト）共演：柏木りか、大塚まゆ  他出演：野口まりや、三浦まい
- 妹にふざけてプロレス技かけてるうちに勃起しちゃった俺（5月22日、ROCKET） 他出演：山口二菜、ほのか夢、原美織
- すぐに破れるコンドーム×阿部乃みく（5月23日、EROTICA）
- ヒロインどっきり悪戯大作戦（5月23日、GIGA）
- 見た目とは裏腹に野球少年のチンポは巨大バットだった 野球部男子寮女子マネージャーに起こされた男子の朝勃ちしたチンポがあまりに大きくて2（5月25日、レッド）
- 川崎市のとある雑居ビルの中で営業してる泌尿器科のロリコン鬼畜医師が女子校生に行っていた猥褻映像（5月30日、Jump-av） 他出演：西川りおん、百田まゆか
- 対魔忍アサギ 〜淫謀の東京キングダム〜（2014年5月30日、ZIZ）共演：波多野結衣、乙葉ななせ、澤村レイコ
- 女子校生のブルマと太もも 〜キレると怖い真面目女子達〜（6月5日、フリーダム） 他出演：ほのかまゆ、小西まりえ、有本紗世
- 完全主観 罵倒地獄 4 〜そのドギツイ痛罵と軽蔑した表情で感じてしまう僕〜（6月5日、フリーダム） 他出演：新山かえで、初芽里奈、星月莉央、間宮純、有本紗世、宮間葵、西川りおん、相沢恋、桜井あゆ、ほのかまゆ、小西まりえ、寿まゆ、千星はるか、和久井ナナ、涼風ことの、元山はるか、星海レイカ、早川メアリー、山本美和子、武井麻希、乃々羽愛、三条加奈子、祐花凛、笠井めぐみ、聖菜アリサ、早川りな、白鳥ゆな、尾上若葉、本澤朋美、篠宮ゆり、夏目優希、乙葉ななせ、百田まゆか、夏川遥、北川いつき、相葉レイカ
- ずっと好きだったアイツの女を欲望のまま寝取った俺（6月5日、AKNR） 他出演：本田莉子、椎名みゆ、茅ヶ崎りおん
- 棚越しにいる客のパンチラを見て発情しちゃった俺（6月5日、AKNR） 他出演：竹内真琴、長瀬涼子
- 「童貞」「気弱」「もやし」とクラス内最弱を欲しいままにしている僕は、クラスの女子に舐められっぱなし。文句も言わない、手も出さない、と甘く見て僕の部屋（学校から超近くて便利!）に平気で上がり込んできて友達との待ち合わせに使っているのです。そんなある日、僕のエロ本が見つかり、童貞とバカにし「童貞が何も出来るわけ無いじゃん」と鼻で笑うので、隠しておいた、とっておきの秘密兵器『電マ』で股間をグリグリ。「感じるわけない」と強がっていた女子も気持ち良さに負けてお漏らしするほどイキまくってチ○ポをおねだりする即マン女子に豹変しちゃいました。（6月5日、Hunter） 他出演：伊藤りな、愛原ゆあ、雪本芽衣、浜崎真緒 ほか
- 童貞クン家で童貞狩り 筆下ろしはナマ中出しで♥すぺしゃる（6月6日、ワープエンタテインメント）
- 妄想 恥じらいパンチラ 2（6月13日、アロマ企画） 他出演：川越ゆい、椎名みゆ、安達まどか、篠宮ゆり、前川りく
- 対面空間（6月13日、アロマ企画） 他出演：武井麻希、HIKARI、綾瀬ゆい ほか
- 可愛い娘限定 素人マジナンパ5時間（6月13日、虎堂）
- 懇願セックス 〜必死に挿入をお願いしてくる女達〜（6月13日、MOODYZ） 他出演：橘優花、高梨あゆみ
- 子宮レンタル最近の援交女子○○は中出しに興味ない（6月25日、本中） 他出演：川菜美鈴
- 悪の組織開発計画 〜ワンダープリンセスと謎の帝国〜（6月27日、GIGA）
- AV撮影現場で待機中にエロイ事をしてるスタッフを盗撮 vol.07 4時間（6月30日、Jump-av） 他出演：藤美るか、小倉さとみ、愛代さやか、葵こはる、鈴木みなみ
- ある時、俺は突然金縛りになった。やって来た女の子が、俺が動けないと知った時、女の子はどうする?（7月1日、TOY☆GIRL） 他出演：芦名ユリア、桜木郁、野宮さとみ
- 汗と愛液。繰り返す絶頂。（7月1日、TEPPAN）
- 嫁の連れ子4人と1日で40回も子作り（7月1日、ZUKKON/BAKKON）共演：浜崎真緒、橘優花、高梨あゆみ
- べろちゅう○女のチンポ狩り（7月1日、Doスケベ）
- スペルマ妖精 11 美女の精飲（7月4日、S.P.C）
- 新足裏 生足とストッキングの足裏 Vol.2（7月5日、フリーダム） 他出演：尾上若葉、乙葉ななせ、ほのかまゆ、本澤朋美、小西まりえ、千星はるか、早川りな、聖菜アリサ、芹沢つむぎ、葵こはる、湊莉久、篠宮ゆり、和久井ナナ、涼風ことの、元山はるか、有本紗世、如月ゆうき、白鳥ゆな、星海レイカ、寿まゆ、藤嶋唯
- 東京スペシャル 国立市・全国大会出場高校サッカー部 サッカー部合宿 女子マネージャーに起こされた男子部員の朝勃ちしたチンポがあまりに大きくて… 2 「遅刻!朝練の時間だよ!起きて!えっ!!お、おおきい…」24名（7月7日、東京スペシャル）
- 未発達ロリ専科 特殊レズ浴場（7月13日、マルクス兄弟） 他出演：加賀美シュナ、桃原まみか ほか
- 巨尻×ハイレグブルマ エロチシズム（7月13日、アロマ企画） 他出演：摘津蜜、綾瀬ゆい
- 名門校生小便虐め（7月13日、女体臭倶楽部）共演：篠宮ゆり、葵こはる
- 男装美少女 チンポがついてるみくも好き（7月19日、ドグマ）
- 極悪教師の教室レイプ盗撮（7月25日、TMA） 他出演：高槻ルナ、加賀美シュナ、桃原まみか
- とんでもないミス!許される?! 新入社員 「課長ミスしてごめんなさいパンティーみせたら許してもらえるんですかぁ?」 48人（7月25日、レッド）
- サテンパンツで挑発され、生温かいお尻で擦られちゃった僕。（7月25日、アロマ企画） 他出演：沙藤ユリ、野宮さとみ、月乃美夜、日向小春
- W美少女逆3P中出し温泉女将（7月25日、本中）共演：葵こはる
- 呑ませて酔わされハメられる援交少女（7月31日、Jump-av）
- 金粉奴隷アイドル（7月31日、ヴァンアソシエイツ）
- 素人四畳半生中出し 女子●生 みく 18歳 汚される無垢な蕾とセーラー服（8月1日、プラム）
- 後先考えないガードのゆるそうな家出娘をゲット! お金を見せれば喰い付いてくるからヤりたい放題!（8月1日、DOC） 他出演：荒牧しおり ほか
- JK小便ブチまけディルドオナニー（8月1日、OFFICE K’S） 他出演：星川麻紀、松下美雪、大森玲菜、篠宮ゆり
- 串刺しピストン! エロ尻ディルドオナニー 3（8月1日、OFFICE K’S） 他出演：大森玲菜、山本美和子 ほか
- 部活帰りの女子校生のパンチラに目がくぎ付け!僕の視線に気づいてハニカミながら汗とマン汁で濡れたパンツを見せてきたカワイイ娘。（8月7日、SWITCH）
- 同じマンションに住む小さい女の子に媚薬を塗り込んだチ○ポで即イラマ。結果、ねば〜っと糸引くえずき汁まみれのイキ顔で淫乱化。2（8月7日、ナチュラルハイ） 他出演：一之瀬すず、加賀美シュナ ほか
- 禁断の姉妹レズ 結婚前夜「私の方があの人よりお姉ちゃんのこと好きなんだから」と妹に風呂で拘束されイカされ続けた姉（8月7日、ナチュラルハイ）
- 「間違えたフリして女子校生だらけの女性専用車両に乗り込んで勃起したらヤられまくった」 VOL.1（8月7日、DANDY） 他出演：紺野ひかる ほか
- 手コキ男犯 男の潮吹き・連射・尿道・亀頭・睾丸責め（8月7日、MEGAMI） 他出演：大澤愛美、花穂
- ずっと一緒にいようね 〜友達以上恋人未満が変わる瞬間〜（8月8日、V&Rプロデュース）共演：藤原ひとみ
- ストレスの溜まりまくった鬼畜JKに無理矢理連続強制射精させられた（8月10日、女体臭倶楽部）共演：篠宮ゆり、葵こはる
- 「覗き癖のある俺がギャルに妹とのレズセックスを見せて欲しいと頼んだ結果www」（8月13日、U&K）共演：相葉レイカ
- センズリ用 美少女がエロポーズでま○こと尻穴を惜しみ無く広げ見せつけ挑発してくるDVD Part3（8月13日、アロマ企画） 他出演：武藤つぐみ、益若エリカ、千星はるか、桐谷みいな
- ビラ見せのオナキチ（8月14日、SEX Agent）他出演：高槻ルナ、工藤美紗、工藤紗希、倉科紗央莉、愛葉さつき、矢沢しおり、木ノ花あみる、芦川芽依、鈴森汐那
- 淫語×愛液 クチュクチュオナニー 5（8月14日、虎堂）他出演：篠宮ゆり、桃宮もも、大森玲菜、若菜みなみ、西村江梨
- レズクンニリングス 4（8月14日、OFFICE K’S）共演：篠宮ゆり　 他出演：星川麻紀、摘津蜜、青井いちご、沙藤ユリ、山本美和子、木村つな
- JK花びらピンクサロン 2（8月14日、OFFICE K’S）共演：篠宮ゆり、若菜みなみ、美志村江梨　 他出演：松下美雪、大森玲菜、摘津蜜、木村つな、桜井舞、長瀬涼子、生駒はるな
- 小便ぶっかけ手コキ（8月14日、OFFICE K’S） 他出演：山本美和子、摘津蜜、上原花恋、篠宮ゆり、西村江梨、若菜みなみ
- ザ・デュエル・オブ・ディーバ～闘姫の決闘～（8月15日、バトル）共演：水希杏
- 素股痴漢～うぶな女のマ○コにチ○ポを擦りまくって発情させろ!!～（8月21日、ナチュラルハイ）
- 恋愛よりもアソんでいたい（8月22日、BALTAN）
- 叔父達に飼われている少女 3（9月1日、中嶋興業）
- J●散歩!! ガチ交渉でココまでヤっちゃいました!! 2時限目（9月2日、DOC） 他出演：颯希真衣、堤まほ、臼井あいみ ほか
- レズッチ! Wショートカット美少女仲良しふたり組いきなりレズ体験（9月5日、h.m.p）共演：湊莉久
- 素人娘に見せつけ! センズリ鑑賞（9月5日、ドッグイア） 他出演：鈴村みゆう、芦田まい、冴木琴美、百合川さら、元山はるか、さとう遥希、大槻ひびき、瀧川花音、愛実れい
- 女子だけ半裸学園（9月6日、アキノリ）共演：紺野ひかる、湊莉久、白咲碧
- 女子会★寝台列車ナンパ 縁結びの神様に参拝した女の子たちが乗る寝台列車に潜入!ナンパしたら意外とヤレた!（9月12日、ナンパHEAVEN） 他出演：ひかる、ななか
- MOODYZファン感謝祭バコバコバスツアー2014 南国バコバコランド大乱交!!（9月13日、MOODYZ）共演：上原亜衣、つぼみ、乙葉ななせ、浜崎真緒、桜井あゆ、紺野ひかる、佳苗るか、枢木みかん、篠めぐみ、波多野結衣、川村まや、夏目優希、神波多一花、湊莉久、槇原愛菜 ※Blu-ray版同時発売
- 密着マッサージ盗撮（9月13日、マルクス兄弟） 他出演：冴島かおり ほか
- 豚鼻FUCK（9月19日、OFFICE K’S）
- ザ★スマタ 2 〜マ●コをヌルヌル擦り付けられ幸せ一杯な僕のチ●ポ〜（9月19日、SEX Agent） 他出演：水原さな、広瀬奈々美、上原ひなの、桂希ゆに、夏海花凛、蒼井さくら、桐山杏菜、岸杏南
- 美女と包茎 5 オール真性包茎しゃぶり（9月19日、asfur） 他出演：佐々木恋海、有本紗世、夏川エリカ、彩城ゆりな、涼風ことの、羽月希
- MANIAC SEMEN Vol.1 ザーメンマニアの妄想（9月19日、asfur）
- 痴漢‘痴女化’計画2 感じてもイカセない寸止め痴漢でチ○ポを求めだす女子校生（9月25日、ナチュラルハイ）
- リベポル流出映像Vol.2 インターネットに拡散された秘密のプライベート自画撮りエロ動画（9月25日、妄想族）
- JKニーソ倶楽部（9月26日、TMA） 他出演：高槻ルナ、加賀美シュナ、辻井ゆう、穂高あゆみ
- ウォシュ●ット取り付け工事中にビデ&アナル洗浄ノズルにこっそり媚薬を仕込んだら、貞淑な人妻が豹変!!トイレ内オナニーして大量潮吹き!!いきなり入って即ハメ生中出しOKなのは本当だった!!（9月26日、SCOOP）
- エレガント人妻ナンパ 7（9月26日、GIGOLO）
- 制服女子校生と中出し乱交 〜2学期〜（10月1日、ZUKKON/BAKKON） 他出演：茜あずさ、杏咲望、川村まや、葉山こころ、鈴森かのん
- 嫁の妹の腋に発情してしまった俺 2（10月9日、AKNR） 他出演：あゆみ翼、白咲碧
- バレたら人生終了!!SEX中にこっそり『ゴム外し!』極上AV女優と真正中出しSEX!!出来るのか!?（10月10日、BAZOOKA） 他出演：松本ほのか、佳苗るか、成宮梓、井上英李
- 噂の貧乳美女の胸チラを指摘して、赤面させてヤる 2（10月10日、S級素人） 他出演：芹沢つむぎ、真野ゆりあ ほか
- 天使すぎるS級アイドル女優 3 彼女の気持ち見てみませんか? たっぷり243分!（10月10日、メーテルホルモン） 他出演：伊藤りな、湊莉久
- 今どきの素人娘はいくら払えばヤラせてくれるのか?ナンパSEX大調査（10月10日、ケイ・エム・プロデュース）
- 純粋無垢な美少女の高画質完全主観フェラチオ 未公開16人4時間（10月13日、無垢） 他出演：武藤つぐみ、夏海いく、柳あいな、伊藤りな、浜崎真緒、野々宮ここみ、竹内真琴、春山めい、渚あいな、鈴木心葉、若桜りく、土屋あさみ、星川麻紀、みなみ愛梨、天野レイ
- 催眠素顔 11（10月15日、催眠研究所） 他出演：水野朝陽、春日野結衣、本庄優花、塚田詩織、辻井さな、倉科もえ
- フェラしながらのオナニーでどちらにも夢中（10月17日、SEX Agent） 他出演：水原さな、夏海花凛、倉科紗央莉、岸杏南、桐山杏菜、櫻木梨乃、蒼井さくら、若菜みなみ
- 奥の奥まで自らくわえるセルフイラマチオ（10月17日、SEX Agent） 他出演：水原さな、茜あずさ、広瀬菜々美、松本ほのか、月美弥生、楓ゆうか、橘優花、高槻ルナ、松下千里
- 女子校生オマンコおっぴろげダンス 5（10月17日、OFFICE K'S） 他出演：鳴美れい、ましろあい、小西まりえ、芦名ユリア、桃原まどか
- ずーっと立ってなさい! 無理矢理立たされたまま地獄のチンポ責め（10月17日、OFFICE K’S）
- 絶頂(((膝ガクガク)))痴漢 ローターとチ○ポの同時挿入で膣奥Gスポットを直撃され理性を失う女たち（10月23日、ナチュラルハイ）
- 修学旅行の女子部屋で男は僕たち二人だけ!人生初の王様ゲーム!去年まで女子校だったせいか、女子が大多数なので、僕たちは隅に追いやられザコ扱い。もちろん修学旅行でもザコ扱いで夜中に呼び出され王様ゲームに強制参加。好きな人を言わされたり、チ○コを見せろ!と言われたりひどい目に!しかし、【王様の命令は絶対】のルールのおかげで、僕たちが勇気を持って出したドスケベな命令も渋々応じてくれた。でもさすがにセックスまでは無理だと思っていたら…（10月23日、Hunter）共演：浜崎真緒、武藤つぐみ ほか
- 素人妻のピストン騎乗位（10月24日、H2 PROJECT）
- 人間フォンデュタワー（10月25日、ビッグモーカル） 他出演：浜崎真緒、加藤ツバキ
- うぶレズ うふふ…（11月1日、U&K）共演：相葉レイカ　 他出演：葵こはる、成宮ルリ、篠宮ゆり、葉月可恋
- うらバコバコバスツアー2014 補欠者救済?つぼみ風雲斎の野望!!（11月1日、MOODYZ）
- AV女優が撮影現場に来たらいきなりSEX 即ハメ 生中出し（11月6日、グローリークエスト）
- ザーメンごっくん精飲専用小悪魔美少女（11月7日、クリスタル映像）
- 足コキッス（11月7日、OFFICE K'S） 他出演：篠宮ゆり、鳴美れい、星まりあ、結衣のぞみ
- JKおまんこおっぴろげオナニー4（11月7日、OFFICE K’S）
- 東京スペシャル渋谷区・街角お願いシリーズ!街角女子校生のみなさん!壱萬円でおま○こ見せて!潮吹きまで!!「えっ!見せるだけって言ったでしょ!ハァハァアハァーンでちゃうぅ!」（11月7日、東京スペシャル）
- 浴室の扉を開けたら清楚なお姉ちゃんがオシッコ中!初めて見た姉のオマ○コに欲情した弟は抑えがきかず禁断の近親相姦2（11月8日、ナチュラルハイ）
- フェラガール ホットカプセル5（11月13日、妄想族） 他出演：芦田知子、南莉央奈、瞳、三井萌、夏川未来、市波るい、比留間千沙、湊菜々、水原よしみ
- 昭和のやりまん女 阿部乃みく（11月20日、グローリークエスト）
- 「知らない女だけが損をする!世界最大級のメガチ○ポで阿部乃みくが強制フェラ/ハメ潮/生中出しをヤる」（11月20日、DANDY）
- 紗倉まな 4人のレズ巨匠が撮る 本気レズ4本番（11月20日、SODクリエイト）
- 尻コキ倶楽部（11月20日、バミューダ）
- 月刊 パンティストッキングマニア Vol.31 OL×美脚×オナニー（11月21日、OFFICE K'S）
- 小便刑事（11月21日、OFFICE K'S）
- M男骨抜き 接吻エステサロン（11月21日、OFFICE K'S）
- 女子校生 本気イキ レズエステ（11月21日、虎堂）
- 聖水レズビアン Vol.4（11月21日、虎堂） 共演：小西まりえ
- 11名の働くド淫乱人妻 4時間 えっ今ヤるの!?お仕事中でも生挿入!真っ昼間からパコパコ生中出しセックスを楽しみ時給を荒稼ぐ人妻たち（11月25日、Mellow Moon） 他出演：大槻ひびき、あいださくら、沢木りさ、住田みく、片瀬まい、大橋るり、未来ひかり、葵こはる、川上ゆう、細川まり
- 黒パンスト女子校生の甘〜い誘惑（11月25日、kawaii*）
- イベント終わりのコスプレイヤーと中出し乱交（12月1日、ズッコン/バッコン）共演：吉永あかね、篠宮ゆり、吉川いと、小西まりえ、長谷川しずく
- 甘えん坊のボクに浴びせられる優しい淫語（12月1日、妄想族）
- 「誰でもいいからして!」媚薬を盛られ気が狂う程に躰が疼き性欲に逆らえない美人メッセンジャー（12月2日、プレステージ）
- 阿部乃みく お貸しします。（12月5日、クリスタル映像）
- 「4人の美人姉がおとなしい弟を溺愛するあまりひとつ屋根の下で近親姦通しているアダルトビデオのような家族は実在した?!」（12月6日、DANDY）共演：初美沙希、浜崎真緒、白咲碧
- アスリートレズ痴漢 〜汗に濡れた身体を狙う卑猥なレズビアン〜（12月7日、ビビアン） 共演：湊莉久、夏目優希
- 野外露出レズ 阿部乃みく×山本美和子（12月7日、山と空）共演：山本美和子
- 成海うるみレズ解禁!!! Brilliant Time 成海うるみ×阿部乃みく（12月12日、V＆R PRODUCE） 共演：成海うるみ
- 私は舐め猫（12月20日、レイディックス）
- ナチュラルハイ15周年記念作品 接客中に顔を紅潮させながら感じまくるバイト娘10 5店舗中出しSP（12月20日、ナチュラルハイ）
- 媚薬痴漢 9 特別版 極上女限定2枚組SP（12月20日、ナチュラルハイ）
- 兄妹痴漢 超満員電車で痴漢した女子校生が妹だったなんて!しかし興奮する自分を抑えられない僕（兄）は、驚くばかりで動けなくなった妹をそのまま犯して禁断の兄妹近親相姦してしまいました。（12月20日、アパッチ）
- グラビアアイドルの卵を騙して大乱交!媚薬シュークリームロシアンルーレット（12月20日、ATOM）
- 身内であってもエロ行為見つけるとドキドキする家庭内盗撮9名（12月20日、STAR PARADISE）
- 正義感あって責任感が強い学級委員長の美少女に悲劇が!!引きこもり登校拒否の同級生を迎えにいった学級委員長B子が同級生の父親に…「なんだ、ガキのくせに偉そうに!」「うへへ、いい身体してんじゃねぇかよぉ」（12月25日、レッド）

- むちむちパンスト女○校生（1月1日、妄想族）
- わたし肉べんき…完全ノーカット・ノンストップセックス!2時間×31発射!!!（1月7日、桃太郎映像出版）
- ボディジャック 7 Evolution 憑依ケータイアプリ編（1月8日、ROCKET）共演：波多野結衣、南梨央奈、星野あかり
- 阿部乃みく、108発の精子飲む。（1月9日、ワープエンタテインメント）
- フットサルチームにいる人妻はエロカワ率高し!練習の合間にナンパして即ハメ中出し!（1月9日、プレステージ）※Onafesグランプリ2015エントリー作品
- 図書館失禁痴漢 痴漢に襲われ声を押し殺してガマンしていたら、あろうことかマ○コに即効性の強力媚薬を塗られ何度も痙攣失禁イキさせられた真面目女子校生（1月22日、アイエナジー）
- 私（教師）のアパートが女生徒のたまり場に! 教師生活十数年。地元で有名なヤリマン高に赴任した私は気弱なので生徒からバカにされっぱなしのナメられっぱなし!しかも、私の家は女生徒たちのたまり場と化している!しかもしかも、見えちゃうんじゃないかと心配するくらいのミニスカで私の部屋で好き放題している。そんな姿を見たら我慢できるわけもなく勃起! 案の定バカにされからかわれまくるけど、なんだかいつもと様子が違う。女生徒の視線は僕の股間に釘付けになり次第にHな雰囲気に…。そして最後は中出しするまで許してくれない!!（1月22日、Hunter）共演：武藤つぐみ、佳苗るか
- 女子高生復讐拘束輪姦 私が大好きな先生とエッチしたクラスメイトを私は絶対許さない!眠剤で眠らせて拘束!目を覚ましたところを不良男子たちに輪姦させて復讐してヤリました!（1月22日、アパッチ）共演：佳苗るか
- オトコなのにマ●コしかない美しき男装執事（1月23日、V＆R PRODUCE） 共演：篠宮ゆり
- 「ザーメン」ツアーガイドのお仕事（1月23日、DIY）
- レッド突撃隊増刊号!突然ですが、女子高生の皆さんチンチン洗ってください!2 48名（1月25日、レッド）
- 元気エナジードリンク新人訪問販売員 副作用はフル勃起?!勃起がとまらない!どう責任とってくれるんだ!と出されたチンポが驚くほどデカチン18cmで!?「こ、こんな効能があるなんて!?うわぁ凄い」「これじゃあ外出できないぞ!」（1月25日、レッド）
- 某企業の社長室で起こったハレンチ事件!超絶美人秘書のムチムチお尻に欲情してパンストを破り肉棒をズブリ!中出し!「もうどうにもガマンならない!欲望のままに生きる!これが男の本能だ!!」（1月25日、レッド）
- 恐怖!学校内の防火扉が突然閉まる?!防火扉に挟まれて身動きがとれない女子校生は抵抗するも同級生男子たちにバックで突かれて中出しされた!2「挟まれた!えっ!何?誰?後ろから触ってるの!イやぁぁやめてぇぇ」（1月25日、レッド）
- お酒でホロ酔いの素人奥様にお願いしてセンズリ見てもらいました2（1月30日、メディアバンク）
- 再婚相手の息子に中出しされて…。（2月1日、妄想族）
- パーティー会場から男を連れ出し公衆便所で即ズボする人妻たち（2月3日、プレステージ）
- 図書館で声も出せず糸引くほど愛液が溢れ出す敏感娘 14 中出しSP（2月5日、ナチュラルハイ）
- SODGROUP!女子社員 恒例新人研修 本物風俗店でドキドキ赤面素股発射体験（2月5日、アイエナジー）共演：春日野結衣、白咲碧
- バレンタインデー・レズ～大好きなあの子とエッチがしたくて’媚薬入りの本命チョコ’をあげたら…～（2月5日、Hunter）共演：白咲碧
- 少女もキスをガマンできない（2月6日、ドリームチケット）
- エロカワ妹NO，1決定戦! ノーカット45分一本勝負!女優さんに自分が最もエロかわいいと思う妹をアドリブで演じてもらっちゃいました!（2月7日、ゴールデンタイム）
- 生挿入生汁中出し願望の一般素人2（2月13日、S級素人）
- 早漏で皮かぶりなチ○ポの強化プロジェクト2（2月15日、未来）
- 淫語オナニー中毒4 4時間（2月19日、妄想族）
- マンカスを食べる女2（2月20日、RADIX）
- 素人娘のマン毛いただきました（2月20日、OFFICE K’S）
- りくみく!ショートカットの激カワ美少女と3P中出し 湊莉久×阿部乃みく（2月25日、TMA）
- モデルやハイソな職業のオンナたちが男を漁り酒池肉林の宴に酔いしれる噂の会員制ハプニングバー!オトナの変態セレブたちが狂った世界と淫らな裏の顔を全て曝け出す!店員をパイプ役にSCOOPスタッフが決死の潜入取材を敢行!（2月27日、ケイ・エム・プロデュース）共演：桜井心菜、佐伯春菜、槇原愛菜
- 姉妹調教ハメられたふたり（2月27日、ケイ・エム・プロデュース）共演：さとう愛理
- 美人4姉妹とハーレム同棲生活（2月27日、ケイ・エム・プロデュース）共演：初美沙希、乙葉ななせ、愛須心亜
- 現役フェラチオ女子高生が在籍するピンサロ大回転2（2月27日、H2 PROJECT）
- 病院の待合室で診察中の母親を待っている超敏感なロリ女子校生をいいなり強制ピースSEX（3月5日、ナチュラルハイ）
- 上手すぎる騎乗位 欲求不満のナースが激しいグラインドや杭打ちピストンで入院患者を犯している（3月6日、OFFICE K’S）
- 素人娘の公開放尿（3月6日、虎堂）
- 面接に来たらいきなりアナルをおっぴろげさせられた素人娘 VOL.2（3月6日、虎堂）
- 東京スペシャル 台東区・宿泊施設関係者より投稿 ○学生修学旅行 ワルガキ同級生男子たちの夜這い撮影2 みんなが寝ている横で…無理矢理エッチするなんて酷いよ（3月7日、東京スペシャル）
- 「もう死んだってかまわない!」 超ラッキーの連続で巻き起こるスケベ過ぎる一日!鼻血が止まらないくらいの夢のエロハプニング続出!2（3月7日、ゴールデンタイム）
- SOD女子社員・阿部美希がカラダを張ってペニバンプレイを習得!～AV女優・友田彩也香との猛特訓で、最後は身に付けたペニバンでクリトリスと同じくらいのオーガズムを味わえるカラダになっちゃいました◆～（3月19日、SODクリエイト）
- 男女の友情は成立するのか?友達どうしのリアル素人大学生の素股体験（3月19日、アイエナジー）
- SEXを妄想しながら淫語オナニー（3月20日、虎堂）
- アイアンクリムゾン2（3月25日、ダスッ!）
- 田舎で狩ろう お姉さんもおばさんもマジでヤレる 11名のド素人ナンパ（3月25日、スターパラダイス）
- 聖水バイオレンス 10人の美痴女 屈服した男が浴びる屈辱的なシャワー（3月25日、MEGAMI）
- 着衣尻 パンティを履いたままの尻にこすりつけたい（3月20日、OFFICE K’S）
- 素人娘ヘアヌードコレクション2（3月20日、OFFICE K’S）
- Wキャスト 阿部乃みく 乙葉ななせ（4月1日、TEPPAN）
- 素人センズリナンパ（4月3日、虎堂）
- レズビアンハイスクール～放課後ノンストップ&ハイテンション☆JKほろ酔いレズ大乱交～（4月7日、ビビアン）共演：上原亜衣、佳苗るか、彩城ゆりな、白咲碧、槇原愛菜
- お受験ママが近くにいるのに犯されながら効きだす媚薬には敵わずビッチになる眼鏡娘（4月9日、ナチュラルハイ）
- 憧れの学級委員だった娘がデリヘル嬢に!「誰にも言わないよ」と約束したら本番禁止なのに「1回だけだよ」と言ってヤラせてくれました!初めてだったのでガマン出来ずに抜かずに4発も中出ししちゃってました!（4月9日、アイエナジー）
- 妹2人とまさかの3P!中出しするハメに…。上の妹は美人なのに奥手で彼氏無し。下の妹は超がつく程のヤリマン…。そして僕はまったくモテない。連日男を連れ込むヤリマン妹の部屋から聞こえるHな声にムラムラし毎日オナニーの上の妹。そんな妹たちの喘ぎ声を聞かされる兄の僕は我慢の限界!ちょっと妹たちを説教しようとしたら、下の妹が「私のセックスをオカズにしないでよ!お姉ちゃんもセックスすれば?超気持ち良いから!」と言いさらに「お姉ちゃんにセックスを教えよう!」と僕を無理矢理巻き込み姉にセックス講座を開始!そしてただの道具チ○ポと化した僕は上の妹と中出しセックス!結局最後は下の妹も発情し姉妹のマ○コにW中出ししてしまう事態に…!（4月9日、Hunter）
- お義父さん、あそこが疼いてしょうがないんです…（4月9日、タカラ映像）
- 親にも学校にも言えない、女子校生放課後限定バイト 5（4月10日、S級素人）
- 某サイトで隠れ美乳ランキング1位に輝いた目黒川ほとりに住む女子限定ナンパ30人300分!!（4月10日、ナンパHEAVEN）
- 制服DAYS（4月13日、妄想族）
- あ～やらしい!47 覚醒痴女ごっくん!（4月17日、S.P.C）
- 淫語手コキで脳内快楽中枢を刺激せよ!Vol.2 4時間SP（4月19日、妄想族）
- 女神のヘアヌード マスク女子編（4月20日、RADIX）
- びしょ濡れ ムレムレ汗だく痴漢（4月23日、アイエナジー）
- 〜私と一発ヤって下さい!妊娠したいんです!〜 クラスで集団妊娠騒動!? 憧れの担任の女教師が妊娠で産休。クラスの女子たちに走る動揺。そして「私も妊娠したい」と一人女生徒がつぶやくとその波に飲まれ、「私も…」と先生に憧れる女子が続出しなんと妊娠ブームに! クラスに男子が僕しかいないものだから、普段はバカにされている存在なのにも関わらずクラスの真面目な女子たちから、誰が一番最初に妊娠するかと競い合いに巻き込まれ、妊娠するまで何度も中出しを求められる緊急事態に!2（4月23日、Hunter）共演：竹内真琴、桂希ゆに、川村まや、乙葉ななせ、夢咲りぼん
- 気持ちよすぎて止まらない…女子校生自画撮り指入れオナニー（4月24日、TMA）
- 5人の小さなお嫁さんと子作り新婚生活（4月24日、ケイ・エム・プロデュース）共演：加賀美シュナ、篠宮ゆり、彩城ゆりな、あゆみ翼
- 中出しサセ子ちゃん（4月25日、本中）
- 飛び散らしてあげる!男の潮吹き!!（4月25日、M男パラダイス）
- ザーメンソムリエ専門学校（5月1日、Moodyz）
- 睨まれレ○プ 1○歳編～反抗期娘と強制性交～（5月1日、Moodyz）
- 短小・包茎・早漏を馬鹿にする女子校生達2（5月5日、フリーダム）共演：彩城ゆりな、里咲しおり、杏咲望
- 僕の部屋はいつの間にかワケあり家出少女たちの溜り場に!Hは決して嫌がらないし何回、中に出しても文句言わないし喋らないので当然、無許可でAV化（5月7日、妄想族）共演：宮野えみ、桂希ゆに
- 貧乳コンプレックス女子の無防備なチラ見え乳首に発情が止まらない僕（5月8日、DIY）
- 初めてのディルドオナニーなのに高速ピストンで腰を振る素人娘が凄すぎる!!2（5月20日、映天）
- 田舎の若妻が無防備すぎて…（5月20日、スターパラダイス）
- レイプが合法になった世界 2 ～公衆の面前でチ●ポ挿れっぱなし!犯りたいと思った瞬間に即ハメ!白昼堂々強制子作り!!～（5月21日、deeps）
- 痴漢‘変態化’計画 立ちオナニーを強要され絶頂する女子高生（5月21日、ナチュラルハイ）
- 図書館ひじグリグリ痴漢 図書館で長時間勉強している内気な美女に本を取るフリして無防備な胸にひじをグリグリと擦りつけてパンツにシミができるほど感じさせろ!!（5月21日、アパッチ）
- 夜行バスでもたれかかってきた隣の席の女の子。可愛い吐息、匂い、温もりに我慢できず思わず触ってみると声を押し殺しながらもまんざらでもない反応だったので、そのまま最後までやっちゃいました!2（5月22日、ケイ・エム・プロデュース）
- 女えろまんが家達のアシスタントになったから子作り（6月1日、ズッコン/バッコン）共演：真野ゆりあ、あべみかこ、桜木郁
- 女子校生テニス部の便器になった僕（6月5日、フリーダム）共演：杏咲望、里咲しおり、彩城ゆりな、若月まりあ、早瀬ありす
- 電気あんま罵倒（6月5日、フリーダム）
- 妻を犯してください…と願う父。娘の彼氏に抱かれて興奮する母。そして彼氏と母のセックスに興奮を覚える娘。寝取られ親子丼（6月12日、V＆R PRODUCE）共演：澤村レイコ
- 美少女ヘアヌード大図鑑 ～無毛・貧乳・ピンクワレメもたっぷり～（6月12日、S級素人）
- ’’本気’’の性交～理性の吹き飛んだ美少女～ 阿部乃みく（6月13日、HERO）
- M男汁が枯れるまでシャブリ殺してあげるわ 絶品フェラチオに大発射（6月15日、未来）
- 男装少女倶楽部 ～活動内容～男を捕まえてきて女装させ、自分好みに調教し、極上の快感を得ること。（6月18日、アマチュアインディーズ）
- 「気持ち良いけど…ママにバレちゃう…」高級オイルエステに母親同伴でやって来たウブなお嬢様女子高生は、際どい部分を何度も何度もマッサージされてママに助けを求めようとしても声が出ず何度も何度もエッチな刺激を受けていたら超敏感ボディに!勃起チ○ポを見せつけられると拒むどころか自分から激しく腰を振ってきた!（6月18日、アパッチ）
- 女子校生強制拘束 孕ませ中出し調教（6月19日、クリスタル映像）
- 全国女子大生図鑑☆新潟 みくちゃん（6月25日、ビッグモーカル）
- 美少女のパイチラが拝める大人気ガールズバー!（6月25日、kawaii*）共演：稀夕らら、川村まや、なつめ愛莉
- いつでもどこでもハメながら生きるSEX依存症の女たち（6月26日、ケイ・エム・プロデュース）共演：紺野ひかる、桜木優希音
- 僕の病室が女子校生の溜まり場になった!隣のベッドに入院している美少女のお見舞いにやってくるJK達。「入浴できない包茎チ●ポなのに…」「カーテン一枚隔てて友達がいるのに…」まさかのH展開の連続!さらには入院中の美少女自身ともヤレた!（6月26日、ケイ・エム・プロデュース）共演：南菜々、辻井ゆう、白咲碧、小西まりえ
- チンコびんびん!!少女のチンコ遊びvol.2（6月30日、Jump-av）
- 女子校生はバックで膣奥出しが大好き!（7月1日、Moodyz）
- 愛しのごっくんアイドル（7月3日、h.m.p）
- セラブルニーソックス ブルマで圧迫ニーソックスで脚コキ（7月5日、フリーダム）共演：彩城ゆりな
- ニオイを感じる足裏（7月5日、フリーダム）
- ウブ学生がお小遣い稼ぎで始めた素股アルバイトで「大丈夫!入ってない!入ってない!」と騙されズッポリ生挿入されて中出しまでされちゃった一部始終（7月7日、妄想族）
- 本物孕ませ専門無垢美少女回春エステ（7月10日、DIY）
- 『女子校の真実!!授業中にパンチラ胸チラ天国!!』女子校教師になって初めての夏、薄着で透けるブラに密かに興奮していたら、この夏最高気温の今日、教室のクーラーが壊れました…その結果、全員汗だくで授業!1人がスカートやシャツをまくり扇ぎだすとクラス中に連鎖。パンチラ、胸チラだらけに!透けブラ以上の刺激的な光景を見て勃起してしまった僕に生徒達は下着をわざと見せつけてふざけだしたが、悪ノリがだんだん本気になってきて…。暑さを我慢できない生徒達はムラムラも我慢できなくなり…!?（7月9日、Hunter）共演：夏海花凛、桜木優希音
- 阿部乃みく BEST 4時間 THE FREE BITCH IS BACK（7月19日、妄想族）※個人ベスト
- 野外夜這いレイプ テントで寝かされ知らぬ間に犯される6人のAV女優たち（7月20日、RADIX）
- 読者モデル集団陵辱 偽オーディションにやってきた美女を眠剤で眠らせ集団凌辱痴漢で失禁するほどイカせまくれ!（7月23日、アパッチ）
- 人気AV女優に恋してるガチ素人さん参加型企画第1弾!! kawaii*presents 夢のハメキュン恋活ツアー2015（7月25日、kawaii*）共演：桜木優希音、香山美桜、紺野ひかる、早瀬ありす、佳苗るか、保坂えり、葉月可恋
- 阿部乃みく&あやね遥菜＆女監督なんともJAPANが行く!練習中の現役女子大陸上部員に声を掛けて、初体験の仲良し快感レズナンパ自慢の筋肉ビックンビックン!汗びっしょり!女子アスリートたちを大乱交させちゃいました。レズHunt Vol.18（7月25日、ナンパJAPAN）
- 先生、学校でしようよ!女子校の先生になって、生徒たちにHな個人授業をヤりまくり!（8月13日、無垢）共演：紺野ひかる、南梨央奈、川村まや
- JKの寝汗姿に発情してしまった俺（8月20日、AKNR）
- 妹の友達はとにかくエロ過ぎるヤリマン女子校の新入生!妹と相部屋で二段ベッド生活している僕たちの部屋に妹がよく友達を連れてくるんです。地元で有名なヤリマン女子校に入学した妹の友達はとにかくスケベで噂以上のヤリマン!隙をみてはパンチラ&胸チラで僕を誘惑してくるんです!妹がヤリマン高校に入学してくれたおかげで恋愛には全く発展しませんでしたがHできたので最高でした!しかも中出しまでやらせてくれたんです!（8月20日、Hunter）
- 最高級中出し美少女ナイトラウンジ（8月28日、ケイ・エム・プロデュース）
- 放課後美少女回春リフレクソロジー（8月28日、ケイ・エム・プロデュース）
- 東京六大学高学歴現役大学生カップル限定!催眠検証番組と称してエッチな催眠をかけたら、彼女が予想以上に効いてしまって白目を剥くほどブッ飛んだSEXをしながら他人のチ●コも欲しがって彼氏の前で寝取られ大量生中出し!!（8月28日、ケイ・エム・プロデュース）
- 新妻とその大家族がエロすぎたからおもくそ子作り（9月1日、ズッコン/バッコン）共演：AIKA、篠田あゆみ、北川エリカ、乙葉ななせ、大槻ひびき、かすみ果穂、神波多一花 ※AV OPEN2015エントリー作品
- 華やかな狂宴（9月1日、アタッカーズ）共演：かすみ果穂、大槻ひびき ※AV OPEN2015エントリー作品
- 今年から共学になったヤリマン女子校に入学したら…まさかのヤリチンに!去年まで女子校しかも地元でヤリマン高校として有名だった高校が共学になったので、女に無縁なボクは期待とアソコを膨らませて入学!!いざ入学すると男はなんと学校で2人しかいないもんだから、学校中の女子たちが授業中・休み時間・放課後…時間も場所も考えずエロい目で誘惑してくるんです!!とにかく男というだけでモテまくってヤリまくり!登校=SEXの毎日!我が生涯に一片の悔い無し!（9月1日、Hunter）共演：なつめ愛莉、香山美桜、浜崎真緒、星空もあ、仁美まどか ※AV OPEN2015エントリー作品
- 緊縛イカセ放置からのポルチオアクメ（9月1日、CORE）
- 「パンツにジワジワとシミが出来るまで…」を完全ノーカット!学校から近い僕の家はクラスの女子の溜まり場!でもいいっす!だってあまりにも超無防備でパンチラ全開!しかもボクのエロ本を読んで徐々に股間を濡らし勝手に発情してしまい…（9月7日、妄想族）
- 美少女咽奥奴隷生徒会2（9月11日、V＆R PRODUCE）共演：篠宮ゆり、さくらここる
- とびっきりの可愛い女○校生が男潮を吹かせまくる! 止まらない男の潮吹きDELUXE（9月13日、妄想族）
- とろけるような射精をもう一度…。2回連続でザーメン抜きに酔いしれるM男たち（9月15日、未来）
- 鉄板 阿部乃みく 7本番（9月17日、TEPPAN）※個人ベスト
- 秀才Nくんカンニングさせて 期末テストの答えをみせてくれたら大事なところみせてあげる4（9月25日、レッド）
- 中央区八重洲OL専門脚ツボ施術院6（10月1日、変態紳士倶楽部）
- 鬼フェラ地獄XXV（10月9日、ケイ・エム・プロデュース）共演：佳苗るか
- ペニバン逆アナルFUCKパラダイス（10月15日、未来）
- kawaii*presents 夢のハメキュン恋活裏ツアー2015 春原&彩城のおこぼれ救済大作品!?お見合いパーティー後、女優陣は…（10月25日、kawaii*）共演：春原未来、彩城ゆりな、桜木優希音、香山美桜、葉月可恋、早瀬ありす、保坂えり、佳苗るか、紺野ひかる
- 偉大なる悪魔たちを召喚してしまったから子作り（11月1日、ズッコン/バッコン）共演：AIKA、松本メイ、一条リオン
- ナンパマッサージ隊が行く!「丸ノ内のOLのお姉さ～ん脚つぼマッサージさせてください」（11月1日、変態紳士倶楽部）
- 媚薬レズ痴漢（11月12日、ナチュラルハイ）共演：朝桐光、成海うるみ
- 目があったら即ハメレイプ!!獲物を物色し、ばれないように背後から近寄り、一気にハメる!!何気ない日常に突如襲い掛かる恐怖2（11月13日、ケイ・エム・プロデュース）
- 妹ハーレム コスプレイヤーみく・ゆり・いと（11月13日、無垢）共演：吉川いと、篠宮ゆり
- 竜殺しの女神たち（11月21日、GIGA）
- 実録人間家畜ドキュメント（12月7日、アタッカーズ）共演：千乃あずみ、保坂えり、星野あかり
- 沙雪の里 上巻 村の古き種付けのしきたりに堕ちた美母（12月7日、マドンナ）原作:山文京伝 共演：本田岬、松井優子
- リアル女友達3人組が仲良しデート後のレズSEXを自撮りしちゃいました!!（12月7日、ビビアン）共演：菊池ひなの、稀夕らら
- レイプされてるのに100回ピストンすると快楽堕ちしちゃう女子校生（12月10日、SODクリエイト）
- 都会のヤリマン達が転校してきてヤラれちゃった俺（12月10日、AKNR）共演：松浦ゆきな、桜木優希音、紺野ひかる
- 3本デカチン同時イラマ痴漢 3本のデカチン同時イラマ痴漢で呼吸もできないほどイカせまくれ!!（12月10日、アパッチ）
- ネトラレ人妻オークション（12月11日、ケイ・エム・プロデュース）共演：渚うるみ、大槻ひびき、北川エリカ
- 夢の足コキパラダイス 肉棒に絡みつく足技でザーメン生搾り 4時間（12月13日、痴ロモン/妄想族）
- 美少女の肉ビラぷるぷる発情オナニー 4時間（12月13日、痴ロモン/妄想族）
- M男にささやき淫語手コキ（12月18日、OFFICE K’S）
- JKおま●こおっぴろげWダンス（12月18日、OFFICE K’S）共演：小峰みこ
- ぼっしぃ原作 ふた部!上巻（12月19日、ROOKIE）共演：小西まりえ、蓮実クレア、辻井ゆう、西条沙羅 ※Blu-ray版同時発売
- 転校した先の寮は、なんと女子寮でパンチラ祭状態。 クラスメイトからエッチを求められて精子スッカラカンです。（12月24日、SWITCH）共演：篠宮ゆり、紺野ひかる、菊池ひなの、星野ひびき、蛯名りな、なつめ愛莉
- 田舎のお嬢様学校の女子校生をさらってレイプ、射精直前に「お前より可愛い娘を今すぐ電話で呼ばないと中出しするぞ」と脅して友達を連れてこさせてその娘もレイプ、そして結局全員ナマ中出し！4（12月24日、サディスティックヴィレッジ）
- 羞恥!新卒内定者入社前健康診断（12月24日、サディスティックヴィレッジ）共演：宇野ゆかり、なごみ、奏瀬なつる、瀬奈まお
- 純愛☆妹アイドル マシュマロ3d＋ ～アイドル大乱交 私たち、お兄ちゃんたちとSEXしちゃいましゅ!!～（12月25日、TMA）共演：彩城ゆりな、篠宮ゆり、あゆみ翼、あやね遥菜※Blu-ray版同時発売
- イカセ拷問 鬼犯（12月25日、ケイ・エム・プロデュース）

- 実況淫語フェラ（1月1日、OFFICE K’S）共演：小峰みこ
- JKお漏らし顔騎（1月1日、OFFICE K’S）
- 素人娘のオシッコ飲んじゃいました!2（1月1日、虎堂）
- 生まれて初めての金蹴り（1月6日、フリーダム）
- 沙雪の里 下巻 村の子を身籠る母と真実を知った息子の淫猥な運命―。（1月7日、マドンナ）原作:山文京伝 共演：本田岬、松井優子
- 女教師 テニス部・奴隷合宿（1月7日、アタッカーズ）原作：御堂乱 共演：石原莉奈、涼川絢音
- ドスケベ痴女のサオ・タマ・アナル・三点責め（1月8日、ケイ・エム・プロデュース）共演：咲羽優衣香
- 接吻若妻三姉妹 夫以外の男に抱かれ、濃厚接吻に溺れて（1月21日、ヒビノ）共演：湯本珠未、羽田璃子
- 超絶倫童貞少年!もうヤメて!と逃げる義姉を追いかけハメまくる! 突然出来た義理のお姉ちゃんは超ヤリマン!いつも超無防備無警戒だからパンチラ胸チラしまくりでボクは毎日勃起しまくり!ボクの勃起をからかうお姉ちゃんもいつしか勃起にムラムラして発情!我慢できなくなって「フェラだけだったらいいよ…」とボクのチ○ポに…。貪りついてきたら最後、ボクももうフェラだけでは我慢できません!! 戸惑うお姉ちゃんを無視してとにかく腰を振って腰を振って色々な場所でヤリまくっちゃいました!!何度も何度も発射してボクのチ○ポが勃起しなくなるまで何度もヤリました!※もう何発ヤッたか分かりません!!（1月8日、Hunter）
- 「一度でいいから挿れてみたい」デカチン未経験の7人の姉がふいに見た弟のデカチンに発情!姉が7人もいる女系家族の一番下の男のボクはすっかり女性が苦手に。当然彼女なんてできたことがなくて童貞のボク。そんなボクを見かねた姉たちがボクを勝手に不憫に思ってモテ教育をされてしまう。着せ替え人形のように買ってきた服を着替えさせられていると、発見されてしまうボクのデカチン!唖然としながらも、興味津々のデカチン処女の姉たちはボクのデカチンをいじり出して、「一度でいいから挿れてみたい」と言われて…!（1月8日、Hunter）
- 胸チラしているのに気付かず働く女子社員に手を出しちゃった俺3（1月21日、AKNR）
- オイルマッサージでむっちりデカ尻お姉さんの尻肉を執拗に揉みまくり、アソコまでヌルヌルになっちゃったら、発情生ハメSEXしちゃう!?（1月22日、虎堂）
- 親の居ない日、僕は5人の妹とむちゃくちゃSEXした。（2月12日、TMA）共演：彩城ゆりな、あやね遥菜、あゆみ翼、篠宮ゆり
- JKディルドオナニー 9（2月19日、OFFICE K’S）共演：絢森いちか、夏目優希、青柳ひなた、他
- 世界一発射の勢いが凄すぎる男の孕ませドッカーンSEX (2月19日、ROOKIE) 共演:波多野結衣、吉川あいみ
- TMAコスプレが大好きな女優さん大集結!第一回コスプレオフ会大乱交!!（2月26日、TMA）共演：逢沢るる、河西あみ、篠宮ゆり、新條希、さとうみつ、みおり舞、桜庭うれあ、大見はるか ※Blu-ray版同時発売
- トップセクシーアイドル夢見る仲良しJK5人組のえっちな放課後活動 〜マシュマロ3d＋がんばっちゃいマシュ♥〜（3月11日、メディアステーション）共演：阿部乃みく、彩城ゆりな、あゆみ翼、他
- M男くんの超敏感ポイント「包茎チ○ポ」に興味津々で予想以上に大ハシャギする小悪魔な女の子たち（3月30日、ジャネス）共演：佳苗るか、有村千佳、小西まりえ、他
- 知ってます?可愛い女○校生に限って実はヤリマンが多くて、ピンク色の肉ビラが超やわらかくてぷにぷにしてるって。発情期でドスケベなマ○コが疼いて止まらないエッチなJK（3月30日、ジャネス）共演：佳苗るか、真野ゆりあ、成海うるみ、他
- 絶対コレやってみたい!ドキドキするくらい美人なお姉さんにエッチな言葉をいっぱい言われながら優しくねっとり手コキで鬼射精（3月30日、ジャネス）共演：浜崎真緒、大槻ひびき、有村千佳、他
- 女子校生孕ませレイプ中出し20連発（4月8日、レアルワークス）
- 絶倫敏感乳首微乳女子（4月8日、メディアステーション）共演：あゆみ翼、紺野ひかる、葉山めい
- 【すげぇうらやましい…】オジさんのカノジョ。「今日は積極的になってもいい?」二回り近く離れた年下の彼女にイチャつかれて好き放題ヤりまくるおじさんに憑依してみた結果…。【中出し主観イチャラブSEX】（4月25日、ビッグモーカル）共演：春原未来、なつめ愛莉、乙葉ななせ
- 10日間溜めた精子を飲む女（5月12日、アキノリ）共演：花音しおり、酒井あさひ、涼宮琴音
- 阿部乃みく式早漏チ○ポ強化合宿（6月9日、アキノリ）
- 休日出勤中の真面目でカワイイ新入女子社員が間違えて開封してしまった小包…なんと中身は極太バイブ!動揺しながら戻したが、あまりの卑猥さに興味津々!（6月23日、SOSORU×GARCON）共演：篠宮ゆり、ましろあい
- 生中出しが出来る美少女ママデリバリー（7月8日、メディアステーション）
- 初対面の男女で2次会したら中出しSEXしちゃうのか!?渋谷編（7月10日、ホットエンターテイメント）
- あの…下の方もマッサージしてくれませんか? 旦那の居ぬ間に出張エステティシャンの指先で感じまくり自宅不倫する奥様（7月21日、アキノリ）共演：サリー、那月めい
- 人妻姉妹レズビアン 女と女でヤル濃厚接吻と背徳性行為（7月21日、ヒビノ）共演：湯本珠未
- 薄さ0.00000000001ミリ ハメるな危険コンドーム。ナマ中出し絶対NGな女子に秒速で破けるゴムを付けての人体実験。ダマで生ハメ中出し今度産む? 4時間SP エロカワ被験者8名（7月25日、ビッグモーカル）共演：春原未来、絵色千佳、松すみれ、他
- 童貞クン家で童貞狩り 4じかんすぺしゃる（8月5日、ワープエンタテインメント）共演：湊莉久、川村まや、乙葉ななせ
- 実験とエロい事が大好きな科学部の僕は密かに『媚薬』を試作中!だけど女の子に試す勇気がなく全く成果を挙げられない…。だけどある日、作りかけの媚薬を偶然女子部員が飲んだ結果…普段地味な部員が一変!（8月6日、SOSORU×GARCON）共演：夢実あくび、森保さな
- 知ってます?可愛い女○校生に限って実はヤリマンが多くて、ピンク色の肉ビラが超やわらかくてぷにぷにしてるって。発情期でドスケベなマ○コが疼いて止まらないエッチなJK Vol.2（8月15日、ジャネス）共演：有村千佳、乙葉ななせ、篠田ゆう、他
- 人気AV女優プライベート映像流出!?撮影終了後のAV女優さんマジで口説いてお酒を飲まさせてさらにこっそり媚薬を仕込んでお持ち帰り!!そのままSEXまでさせてくれるのか!?【徹底検証】PART4（8月19日、プレステージ）共演：南梨央奈
- エロマンガ読書中の妹のパンチラ見えたら股間にはじっとり愛液が…面白半分でチ○コ見せつけたら興奮しだして相互オナニー開始!盛り上がり過ぎてマンガで覚えた体位と淫語で中出しまでさせられた!（9月9日、V＆R PRODUCE）共演：あゆな虹恋、柊木なな、美泉咲
- ミニスカートを履いたパンチラ女子校生に媚薬を飲ませると自らニーハイソックスを擦りつけながら淫らにパンツを湿らせ、カニバサミで中出しを求めた!（9月9日、V＆R PRODUCE）共演：あおいれな、佳苗るか、木村つな
- 女の惨すぎる瞬間 麻薬捜査官拷問 女捜査官 FILE 35（9月13日、BabyEntertainment）
- 行列の出来る性交相談所 みくちゃん僕の精子を受け止めて!!（9月20日、STAR PARADISE）
- 行列のできる名店京風ファッションヘルス潜入盗撮（9月20日、STAR PARADISE）共演：北山彩夏、桂希ゆに、早川瑞希
- 人妻ナンパ 大人の玩具お試しバイトをモニタリング!（9月20日、STAR PARADISE）共演：桂希ゆに、北山彩夏、早川瑞希
- YOUはナニしにTOKYOへ?（9月23日、プレステージ）共演：芦名ユリア、春原未来、夏海花凛
- 強制ディルド自慰〜残虐激痒拷問〜（9月25日、BabyEntertainment）共演：あべみかこ、安里泉水、若月まりあ、他
- 膝上25cmのタイトミニ、気持ちよすぎる腿コキ 8（10月13日、アロマ企画）共演：春日部このは、なつめ愛莉、西口あられ、他
- 女子校生媚薬拘束潮吹きイカセ（10月14日、レアルワークス）
- リアル風俗ルポ!巷で話題のAV女優デリヘル嬢を呼んで隠し撮り!!（10月20日、STAR PARADISE）共演：轟ここ、原美織、黒崎潤
- エッチなJKの挑発女体図鑑（10月25日、アロマ企画）共演：西園寺ミヅキ、真田美穂
- サークル喰い小悪魔コスプレイヤー（10月25日、ROOKIE）
- 完璧な性奴隷 6（10月28日、MAD）共演：あおいれな
- 【VR】Girls Provocation（11月10日、アロマ企画）共演：西園寺ミヅキ
- M字開脚でお互いの足を絡め大胆にパンチラしながら手コキ!さらにエスカレートしてオナニーしちゃったご奉仕系おんなのこ（11月13日、アロマ企画）共演：水原さな、仁美まどか、加納綾子、他
- JK文化祭模擬店 ちら見せオナサポ喫茶VIII（11月13日、アロマ企画）共演：あず希、さくらみゆき、宮崎あや、他
- ノーモザイク・レズれ!限界突破ver.（11月19日、レズれ!）共演：紺野ひかる、跡美しゅり、浜崎真緒、他
- 窓の外からオナニー盗撮（11月20日、STAR PARADISE）
- 果てしなく生意気な妹10名と暮らす兄貴（12月1日、ムーディーズ）共演：川村まや、日高結愛、さくらみゆき、他
- ノンストップ6Pレズビアン乱交4 美・微・Big・乳の夢の競演（12月8日、レズれ!）共演：あおいれな、紺野ひかる、野々宮みさと、他
- 【VR】女優5人ハーレムフェラ VRだからこそのリアル感!!人気AV女優5人が完全主観でご奉仕!!（12月9日、ケイ・エム・プロデュース）共演：あおいれな、あず希、麻里梨夏、他
- 義父が発達途中の女子校生の娘に媚薬を飲ませると淫らに馬乗り生挿入!人生初の快楽に痙攣しながらイキっぱなし!禁断の近親SEXでまさかの生中出し!（12月9日、V＆R PRODUCE）共演：河音くるみ、佳苗るか、前田のの
- 性に興味津々なJKの妹とその友達が童貞の僕を使って毎日子作り中出しSEX（12月9日、メディアステーション）共演：椎名そら、尾上若葉、佳苗るか
- 美人女将が心を込めたスペシャルテクニックで接待!至れり尽くせりのスペシャル温泉旅館2!!（12月9日、メディアステーション）共演：吹石れな、あず希、佐々木あき あおいれな、他
- 指一本触れずに僕を発射へ追い込むお姉さんのエロい囁きとチラリズム その4（12月13日、アロマ企画）共演：成宮いろは、南希海、水原さな、他
- Wスプラッシュ 02（12月16日、MAD）共演：浜崎真緒
- 【VR】阿部乃みく 乳首舐め手コキ・フェラチオ!!VRだからすごくリアルでしょ?（12月20日、ケイ・エム・プロデュース）
- 【VR】阿部乃みく 生中出しセックス!!VRだからすごくリアルでしょ?いっぱい出ちゃったね（12月20日、ケイ・エム・プロデュース）
- 【VR】阿部乃みく リアルフェラ 衝撃のVR映像を体験せよ!（12月20日、ケイ・エム・プロデュース）
- 【VR】阿部乃みく フェラから始まる異性界性活（12月22日、CRYSTAL VR）
- 【VR】私立ハーレムVR学園（12月31日、WOW!）共演：西条沙羅、篠宮ゆり、西尾れむ

- 寝ている嫁の妹をこっそり拘束 抵抗し暴れる義妹のマ○コにオモチャを当ててみると激しく感じ始めヒモが切れそうな勢いでチ○ポを求めだした!（1月6日、アキノリ）共演：水谷あおい、涼宮琴音
- ふとももユートピア（1月13日、アロマ企画）共演：里美まゆ、北村玲奈、日比乃さとみ、他
- ベロキス中毒レズビアン Vol.2（1月19日、レズれ!）共演：佐々木あき、向井藍、跡美しゅり、他
- 【VR】女子校生バーチャルヘルス悶絶寸止め（1月20日、WOW!）共演：篠宮ゆり
- お兄ちゃんの変態 阿部乃みく 激カワ妹と変態兄のブラコン猥褻遊戯（1月20日、レイディックス）
- 敏感過ぎるデカ尻 阿部乃みく@元気系腐女子 3Dプリンターに「エ・ロ・イ・カ・ラ・ダ」と打ち込んでみたらこうなった…（2月7日、桃太郎映像出版）
- 【VR】全身舐め回し唾液ベチョベチョ接吻ハーレムエステ（2月28日、SODクリエイト）共演：佳苗るか、松本メイ、宮崎あや
- 【VR】巷で有名な誰もが羨む美人4姉妹。全員、僕のことが大好きで中出しを懇願してくるので4人全員にナマ中出しスペシャル!（2月28日、SODクリエイト）共演：佳苗るか、松本メイ、宮崎あや
- 【VR】常に密着イチャイチャ超高級ソープ 潜望鏡二輪車編（2月28日、SODクリエイト）共演：松本メイ
- 【VR】隣の美人若妻が接吻密着騎乗位で中出し童貞筆おろし!（2月28日、SODクリエイト）
- 【VR】舐める音、漏れる吐息、囁く声、口の中まで鮮明に見える超至近距離フェラ（2月28日、SODクリエイト）共演：佳苗るか、松本メイ、宮崎あや
- 【VR】4人に囲まれ超近接オナニー 目の前で見る超ドアップま○こに大興奮!吐息、喘ぎ声も鮮明に聴こえる臨場感!（2月28日、SODクリエイト）共演：佳苗るか、松本メイ、宮崎あや
- 【VR】’超’没入性感エステ vol.2（3月3日、CASANOVA）共演：紺野ひかる
- 「お兄ちゃん頑張って!」自信喪失した兄がチアリーディング練習中のデカ尻妹のアンスコチラにフル勃起!心配した妹が元気づけようとまさかの馬乗り生挿入!親に隠れて励ましながら何度も中出し懇願!（3月10日、V＆R PRODUCE）共演：浅田結梨、宮沢ゆかり、川村まや
- 【VR】天真爛漫彼女のイラマチオサービス（3月17日、CASANOVA）
- 【VR】新卒OLが最強の淫乱コンビだった事が発覚（3月17日、CASANOVA）共演：紺野ひかる
- 【VR】生徒に焦らし素股で遊ばれてるけど悪くない（3月24日、CASANOVA）
- 【VR】ビッチ美少女と宅飲み酒池肉林（3月24日、CASANOVA）共演：紺野ひかる
- 【VR】空前のモテキ到来!!激カワJK5人から同時告白!!エロカワJKのハーレムスペシャル（4月7日、ケイ・エム・プロデュース）共演：あおいれな、佳苗るか、なつめ愛莉、南梨央奈
- 【VR】KMP15周年特別企画 5人の激カワJKが僕の生チ●ポをガチ争奪戦!!即ハメ5連続中出しSEXスペシャル!!（4月7日、ケイ・エム・プロデュース）共演：あおいれな、佳苗るか、なつめ愛莉、南梨央奈
- 【VR】’超’没入性感エステ vol.13（4月7日、CASANOVA）
- 寸止めオスペ ネットリ焦らして（4月13日、アロマ企画）共演：美泉咲、枢木みかん、大崎静子
- パンツをゾーキンのように擦りつけながら掃除中に挑発してくる僕のセンパイ（4月13日、アロマ企画）共演：あゆな虹恋、生駒はるな、柊さき、他
- 【VR】KMP15周年特別企画 夢の10人共演!催眠術でモテまくりヌキまくり僕だけのおチ●ポハーレムスペシャル（4月21日、ケイ・エム・プロデュース）共演：倉多まお、浜崎真緒、月島ななこ、他
- 【VR】KMP15周年特別企画 60億分の1の確率に見事当選!!超豪華10人共演 夢の極上ハーレムスペシャル!!（4月21日、ケイ・エム・プロデュース）共演：あおいれな、大槻ひびき、佳苗るか、他
- エロい挑発オナニーと騎乗（の）られちゃった僕。（4月25日、アロマ企画）共演：浜崎真緒、あゆな虹恋
- 〜学んだ知識と技術が貴方を優れた看護師へと導いてくれる〜患者さんの心のケアと性ケアも行う看護学校（5月3日、アキノリ）共演：あおいれな、宮崎あや
- 【VR】可愛い妹との生中出しSEX（5月12日、ケイ・エム・プロデュース）
- 【VR】女子校生中出しSP〜教室でSEXしよッ〜（5月12日、ケイ・エム・プロデュース）
- 「私…お兄ちゃんの子供妊娠する!」妹が突然訪ねた大好きな兄の家にはまさかの婚約者が…。絶対に取られまいと馬乗り生挿入!ガッチリホールドで強制的に何度も何度も膣内射精させられる! 2（5月12日、V＆R PRODUCE）共演：麻里梨夏、浅田結梨、なつめ愛莉
- いつでも射精できる!抜きやすい挑発パンチラコレクション2（5月13日、アロマ企画）共演：浜崎真緒、河北はるな、あゆな虹恋、他
- 【VR】超リアル連続中出しSEX【高精細バイノーラル3D】（5月24日、エロタイム）
- 淫汁オルガズム催淫中出し10連発（5月26日、レアルワークス）
- 入院している可愛い女の子の尿瓶放尿（6月1日、アキノリ）共演：あおいれな、宮崎あや
- ちいさくなったボクと、憧れの同級生JK（6月15日、SODクリエイト）共演：明海こう、なごみ、はるのるみ
- 【VR】発情痴女のオナニーが止まらない!2（6月19日、CASANOVA）共演：北川エリカ、卯水咲流
- 厳選和風美人専門!元連れ込み宿の和風ヘルス（6月20日、STAR PARADISE）共演：北山彩夏、桂希ゆに、早川瑞希
- 【フェラすぺ】阿部乃みく一撃ぶっかけ これはもう顔面妊娠レベル（6月22日、フェラすぺ）
- 大好きなカノジョをハメ撮りしちゃいました。（7月13日、S-Cute）共演：小谷みのり、今宮いずみ
- 【VR】最強美少女4姉妹が弟に性教育（7月14日、CASANOVA）共演：あおいれな、紺野ひかる、篠宮ゆり
- 【VR】ハズレ無し風俗店（7月14日、CASANOVA）共演：篠宮ゆり
- 2組の仲良しヲタカップルが目の前で寝取られる 百合カップルスワッピング交流会（7月25日、ビビアン）共演：篠宮ゆり、さとう愛理、星空もあ
- 【VR】絶童（7月28日、CASANOVA）共演：あおいれな、紺野ひかる、篠宮ゆり
- けも耳コスプレイヤーズ〜ようこそパクリパークへ〜（7月28日、TMA）共演：篠宮ゆり、浅田結梨、跡美しゅり、あず希
- 【VR】SEXのハードルが異常に低い世界〜エンドレスに大量ザーメンを連続射精する僕〜（8月1日、ディープス）共演：浜崎真緒、紺野ひかる、江上しほ
- 射精専用マゾ奴隷調教 4時間（8月4日、ツーベース）共演：百田まゆか、篠宮ゆり、新山かえで、上原花恋
- 【VR】美少女だらけの合コンでまさかのエロハーレム（8月11日、CASANOVA）共演：あおれいな、紺野ひかる、篠宮ゆり
- 「夏休みだからいいじゃん!」無防備な姿で過ごす妹のノーブラタンクトップからこぼれる胸チラ・弾けそうなデカ尻ホットパンツに理性崩壊した童貞兄が親に内緒で強制生挿入!筆おろしSEXで必死に激ピストンする兄は早漏過ぎて死ぬほど中出し!（8月11日、V＆R PRODUCE）共演：あず希、あおいれな、星咲伶美
- 部活帰りの女子校生に生中出し（8月11日、メディアステーション）共演：あおいれな、長澤ルナ、なつめ愛莉
- 可愛い少女はカチカチチ●コと白い液が大好き♥ エッチな女の子10名収録（8月25日、MERCURY）共演：あおいれな、篠宮ゆり、有本紗世、他
- 孕ませJK工場 100連発（9月1日、メディアステーション）共演：あおいれな、笹倉杏、宮崎あや
- 篠宮ゆりが突然の卒業宣言!?ビビアンが贈る百合ドキュメンタリー マシュマロ3d＋ 〜篠宮ゆり脱退宣言…激動の1カ月の記憶〜（9月7日、ビビアン）共演：篠宮ゆり、水嶋アリス、あやね遥菜、あず希
- 【VR】顔だけでもヌケる2人の女子校生にお呼ばれされ、迫られ生ハメお泊り3P 波木はるか 阿部乃みく【リアル映像】（9月12日、ケイ・エム・プロデュース）共演：波木はるか
- 【VR】可愛すぎる家庭教師みく先生と童貞の僕との生中出し勉強会 阿部乃みく【リアル映像】（9月14日、ケイ・エム・プロデュース）
- 人妻騙し大人のおもちゃモニター（9月20日、STAR PARADISE）共演：菊川佐智江、高橋りえ、坂井梓、沢平秋乃
- ワキ臭くないですか? 阿部乃みく あ…ヤだ。少し剃り残しちゃった…（9月20日、レイディックス）
- 「一度でいいから揉んでみたい!」発達し過ぎた女子校生のデカ尻妹に兄が睡眠薬を隠れて飲ませて、夢の豊満尻を堪能し何度も中出し!2（10月13日、V＆R PRODUCE）共演：小谷みのり、あず希、里美まゆ
- 教えてビッグダディ!! 林下清志のHow to SEX!!（10月13日、ケイ・エム・プロデュース）共演：大槻ひびき、南梨央奈

- ボクだけのご奉仕メイド 阿部乃みく（4月3日、クリスタル映像）
- 制服と白いソックスを身につけさせたまま大きな桃尻めがけて肉棒を突いたら、アニメ声でアンアン喘いだ女子校生！！ 阿部乃みく（4月8日、カムカムぴゅっ！）
- SOD女子社員 AV界を代表するレジェンド4名が伝授！ 相手を絶対に気持ち良くさせるSEX学 浅井心晴（5月21日、SODクリエイト）
- みく女王様の調教部屋 阿部乃みく（6月12日、ケイ・エム・プロデュース）
- ぷりぷりの尻まくらでべろべろのディープキスされながらじゅるじゅるのフェラチオされ続ける夢の4Pプレイ（6月13日、アロマ企画）
- 乳首責め痴女～「あなたの乳首、い～っぱい可愛がってあげる」阿部乃みくがコスってイカせる乳首ヌキプレイ～（6月25日、SEX Agent/妄想族）
- 恐怖！！尿道吸い女（7月7日、アロマ企画）
- 剃毛して舌を突っ込みながら唾液でたっぷり治療してくれるアナル舐め美人女医 阿部乃みく（7月7日、犬/妄想族）
- 専属1周年記念 剃毛ドキュメント パイパン×剛毛 レズビアン 涼宮琴音 阿部乃みく（9月25日、マックスエー）
- 夫の上司に犯●れ続けて7日目、私は理性を失った…。 阿部乃みく（10月7日、マドンナ）
- 鬼詰のオメコ 無限発射編（10月23日、TMA）
- ＃はじめての＃レズキスは＃阿部乃みくと＃野外で＃なんていかがでしょう？ ローターと生写真セット（10月30日、ワープエンタテインメント）
- 気がつけばセックスレス…40代男たちの人生二度目の筆おろし 枢木あおい×阿部乃みく×篠宮ゆり（11月6日、クリスタル映像）
- 黒人ホームステイNTR パンツに筋が浮き出る瓶サイズの極太編 阿部乃みく（11月25日、ダスッ！）
- 愛してはイケない女（兄貴の嫁）にヒトメボレ 阿部乃みく（11月25日、マドンナ）
- 非日常的 着衣浴尿の世界（12月10日、レイディックス）
- 阿部乃みく ミリオン専属 第1弾ドラマ 完全女性上位 執拗に男ヲ責めて悦ぶオンナ 痴女OLはオフィスにて男性上司を堕とし狂わす（12月11日、ケイ・エム・プロデュース）

- 阿部乃みく 引退 さらば（11月15日、ケイ・エム・プロデュース）

### イメージDVD
- 美少女の吐息 ☆18歳美少女衝撃のデビュー☆（2014年2月26日、スパークビジョン）※「柏木ななみ」名義
- モロ見えマンすじエクササイズ 02（2014年9月23日、INTEC Inc）
- 凛として美少女-ベストinグラビア-（2015年6月26日、スパークビジョン）
- 阿部乃みく、欲しがりペット（2015年7月25日、GARDEN）
- Miku あべのみくっす!（2015年12月10日、グラッツコーポレーション）※Blu-ray版同時発売
- スキンヌード（2015年1月28日、INTEC Inc）
- ヘアーヌード～無●正・ベビーフェイス美乳・スレンダーボディ（2020年7月26日、スパークビジョン）

### 音楽

#### シングル
- 叫べ!（2017年5月3日、MILKY POP GENERATION）
  1. 叫べ!
  2. 細胞ぜんぶが君に恋してる
  3. ずっと…

### 写真集
- MIKUMIX（2019年8月26日、ジーウォーク、撮影：天野功）ISBN 978-4862979179

### トレーディングカード
- ジューシーハニー THE DELUXE 2019（2019年8月25日、ミント）

## 出演

### WEB
- Marks group×Lotus group PresentsオールスターAV女優ここに集結!エロ汁ブシャームラムラ祭り（2014年5月30日、ニコニコ生放送） 共演：かすみ果穂、有村千佳、羽月希、桜井彩、さとう遥希、初美沙希、安田理央
- みんなのおもちゃ_ライト（2014年9月13日、ニコニコ生放送） 共演：大島薫、河西あみ、小西まりえ、篠宮ゆり、カジ
- トイズハートプレゼンツＢＵＢＫＡ「きのう誰食べた」（2015年1月28日、ニコニコ生放送、USTREAM）※ゲスト出演[22]
- トイズハートプレゼンツ「ハートの部屋」（2017年3月17日、ニコニコ生放送 オトコのカラダチャンネル）[23]、ＭＣ：かさいあみ、第１１回ゲスト阿部乃みく、みづなれい
- 最前列よりさらに前！近すぎる芸人（2018年10月12日、10月26日、360Channel）
- 今日だけ、AV女優を辞めます。（2018年12月25日 - 2019年1月18日、U-NEXT[24]）

### テレビ
- かすみレディオ #26・#27（2014年7 - 8月、エンタ!959）
- 阿部乃ちゃんねる（2014年10月 - 2021年1月2日、エンタ!959）
- 魚拓と成瀬のツキとスッポンぽん #29・#30（2015年3月22日・29日、パチ・スロ サイトセブンTV）
- 第1回セクシー女優ダラケ!のスカパー!水泳大会（2015年8月22日、BSスカパー!）
- 諸事情により… 小木&南キャン山里が芸能界のお金の諸事情に切り込みます!（2015年1月12日、日本テレビ）※マシュマロ3D+として
- 36時間かすみ果穂＆上原亜衣引退特別編成（2016年4月16日、エンタ!959）
  - かすみレディオ傑作レディオ1-3
  - かすみレディオ#47、ラストかすみレディオ、DJかすみ卒業式。- 共演：桜木凛、初音みのり、瑠川リナ、小島みなみ、白石茉莉奈、湊莉久、範田紗々、麻美ゆま
- 第2回パラダイステレビ的エロゲーム実況生放送（2016年9月1日、パラダイステレビ）[25]
- 湯らり鉄道 女子ふたり旅 -BSスカパー！ver.-（2020年5月、BSスカパー!）- 紺野ひかると共演[26]

### ゲーム
- 龍が如く0 誓いの場所（2015年3月12日、セガ） - グラビア、カラオケスナックヒロイン店員役
- ゲオTVドアップ25【FINGERパネル出題】二つ名は「ピース＆セクシー」（2020年10月1日、ゲオTV）[27][28][29]

### 雑誌
- 週刊プレイボーイ2014年No.23 6月9日号（2014年5月26日、集英社）
- an・an2015年8月19日号（2015年8月7日、SILK LABO・マガジンハウス）共演：渡部拓哉 ※付録DVD

### ラジオ
- 髭男爵 ルネッサンスラジオ podcast 2016年9月放送スカパーコーナー

### 映画
- 妹になりたくて。（2016年3月2日、CRプロジェクト） - みひろ 役[30]
- ピンク・ゾーン 地球に落ちてきた裸女（2017年8月26日、OP PICTURES） - ソラ 役[31][32]
- マジカル・セックス 淫ら姫の冒険（2018年5月18日、OP PICTURES） - ミチコ 役[33][34]
- マジカル・ミチコ（2018年8月25日・9月4日、OP PICTURES） - ミチコ 役[@ 1]

### オリジナルビデオ
- ナマ配信 放送禁止のプライバシー（2017年11月3日、スターボード） - 真美 役
- ヒロインアルティメットピンチ JKサイキッカー・マキナ（2020年11月13日、ZENピクチャーズ）- 綾瀬マキナ 役

### パチンコ
- Pジューシーハニー3（2021年2月、サンセイアールアンドディ）[37]
- PジューシーハニーH（ハーレム）（2023年5月、サンセイアールアンドディ）

### インタビュー
- かさいあみのニコ生を「チームぶっかけ」阿部乃みく＆みづなれいがジャック＜麻雅庵のセクシーアイドル覗きアナ＞(2017年4月1日、東スポ　裏通りＷＥＢ)[38]
- MANGO美尻ディスカバリー File04【阿部乃みく編】(2020年12月18日、アダルトニュースメディアMANGO)[39]
- 【前編】AV女優として突っ走ってきたけど…やりきった！思い残すことなし!?阿部乃みく、引退秘話を爆語り！！【阿部乃みく 引退直前インタビュー】[40]
- 【後編】引退作は7年半で培ったものをすべて出し切った集大成！！「見つけてくれてありがとう」 いままで応援してくれたファンのみんなに伝えたいこと【阿部乃みく 引退直前インタビュー】[41]